# Gran Premi Slovenian Istria
El Gran Premi Slovenian Istria, fins al 2018 coneguda com a Gran Premi d'Izola, és una competició ciclista d'un sol dia que es disputa a Izola (Eslovènia). La primera edició es disputà el 2014 ja formant part del calendari de l'UCI Europa Tour.
L'edició del 2020 fou suspesa per la pandèmia de COVID-19.

## Palmarès
| Any  | Vencedor               | Segon               | Tercer            |         |
| ---- | ---------------------- | ------------------- | ----------------- | ------- |
| 2014 | Christian Delle Stelle | Fabio Chinello      | Fabian Schnaidt   |         |
| 2015 | Gregor Mühlberger      | Primož Roglič       | Paolo Ciavatta    |         |
| 2016 | Jure Golčer            | Markus Eibegger     | Markus Freiberger |         |
| 2017 | Filippo Fortin         | Marko Kump          | Matej Mugerli     |         |
| 2018 | Dušan Rajović          | Daniel Auer         | Matthew Gibson    |         |
| 2019 | Marko Kump             | Paolo Totò          | Davide Gabburo    |         |
| 2020 | suspesa                | suspesa             | suspesa           | suspesa |
| 2021 | Mirco Maestri          | Leonardo Marchiori  | Daniel Smarzaro   |         |
| 2022 | Daniel Auer            | Oliver Stockwell    | Nicolò Buratti    |         |
| 2023 | Bartłomiej Proć        | Alberto Bruttomesso | Anže Skok         |         |
| 2024 | Marcin Budziński       | Max van der Meulen  | Riccardo Zoidl    |         |